# Boomerissima
Boomerissima è stato un programma televisivo italiano di genere varietà e game show, in onda in prima serata su Rai 2 dal 10 gennaio al 5 dicembre 2023 con la conduzione di Alessia Marcuzzi.
Le puntate della seconda edizione vengono replicate nel palinsesto estivo 2024 di Rai 1.

## Il programma

### Format
Il varietà raccontava i personaggi, la musica, i programmi TV, i film, gli spot, ma anche gli oggetti, le mode e i fatti di cronaca degli anni '80, '90 e 2000 e li metteva a confronto con il presente per vedere se era meglio il passato dei genitori o il presente dei figli. In ogni puntata passato e presente sono rappresentati ciascuno da un personaggio famoso che si batte per dimostrare la superiorità della propria epoca.
Il programma non si svolgeva solo in studio, ma venivano coinvolti il dietro le quinte e la strada appena fuori dagli studi televisivi Fabrizio Frizzi, elemento di congiunzione con il pubblico. Il set è caratterizzato anche dalla presenza di un salotto Back in Time in stile anni '80 e '90. Non mancano effetti scenici come la presenza di un armadio dai poteri magici. Il vincitore della serata viene proclamato dal pubblico presente in studio usando come strumento di valutazione le prestazioni ottenute dai concorrenti nei vari giochi. La sigla del programma, che in ogni puntata vede entrare i concorrenti da dietro le quinte per poi ballare accompagnati dalla conduttrice e il corpo di ballo del programma, nella prima edizione era la canzone Wannabe delle Spice Girls mentre dalla seconda edizione è la canzone Crazy in Love di Beyoncé.

### Sfide
Sfide presenti in tutte le puntate
- Super Hit: ogni squadra deve dimostrare che la musica dei suoi anni è la più coinvolgente.
- Evolution of Dance: ogni squadra deve indovinare il maggior numero di brani che compongono la sequenza ballata da Alessia Marcuzzi e dal corpo di ballo.
- Che anno è: si chiede ai giocatori di indovinare l’anno esatto di uscita di un determinato filmato della propria epoca.
- Tutti cantano Sanremo: ogni squadra dovrà saper dimostrare di interpretare al meglio i brani della sua generazione.
- Decenni di hit: i concorrenti devono indovinare il decennio di appartenenza (anni ‘80, ‘90, 2000, 2010 e 2020) di una serie di canzoni e il titolo della canzoni stesse.
- Sei un mito: ai concorrenti in gara vengono poste domande che riguardano l’ospite musicale.
- L'arringa: round finale in cui un esponente di ciascun gruppo ha il compito di convincere il pubblico che la sua epoca è la migliore e a votare per la propria squadra.

Altre sfide
- Box in incognito: dai box vengono estratti gli oggetti più curiosi delle rispettive epoche, che vengono presentati dai partecipanti.
- Aletutto: i concorrenti devono rispondere a domande inerenti alla vita e alla carriera di Alessia Marcuzzi.
- Sfida la moda: i partecipanti interpretano i look della propria epoca in una sfida "collezione anni '80-'90 vs collezione anni 2000-2020".
- Balla con il film: ogni squadra deve ballare sulle note di una colonna sonora presa da un film delle rispettive epoche.

## Edizioni
| Edizione | Anno | Conduzione       | Periodo         | Periodo          | Puntate | Regia           | Studio                                                |
| Edizione | Anno | Conduzione       | Inizio          | Fine             | Puntate | Regia           | Studio                                                |
| -------- | ---- | ---------------- | --------------- | ---------------- | ------- | --------------- | ----------------------------------------------------- |
| 1ª       | 2023 | Alessia Marcuzzi | 10 gennaio 2023 | 14 febbraio 2023 | 5       | Luigi Antonini  | Studio 6 degli Studi televisivi Fabrizio Frizzi, Roma |
| 2ª       | 2023 | Alessia Marcuzzi | 31 ottobre 2023 | 5 dicembre 2023  | 5       | Sergio Colabona | Studio 6 degli Studi televisivi Fabrizio Frizzi, Roma |

## Puntate e ascolti

### Prima edizione (inverno 2023)
La prima edizione di Boomerissima è andata in onda ogni martedì in prima serata dal 10 gennaio al 14 febbraio 2023 per cinque puntate con la conduzione di Alessia Marcuzzi. Inizialmente doveva terminare il 31 gennaio, ma la Rai ha deciso di allungare il programma con una quinta puntata dopo una settimana di pausa dovuta al 73º Festival di Sanremo.
Legenda
- Appartenente alla squadra vincitrice della puntata

| Puntata | Messa in onda    | Ascolti        | Ascolti | Ascolti | Concorrenti         | Concorrenti          | Concorrenti           | Concorrenti      | Concorrenti       | Concorrenti         | Concorrenti       | Concorrenti      | Ospiti                                                                      |
| Puntata | Messa in onda    | Telespettatori | Share   | Fonte   | Boomers             | Boomers              | Boomers               | Boomers          | Millennials       | Millennials         | Millennials       | Millennials      | Ospiti                                                                      |
| ------- | ---------------- | -------------- | ------- | ------- | ------------------- | -------------------- | --------------------- | ---------------- | ----------------- | ------------------- | ----------------- | ---------------- | --------------------------------------------------------------------------- |
| 1       | 10 gennaio 2023  | 1 310 000      | 7,37%   | [ 14 ]  | Sabrina Salerno     | Claudia Gerini       | Francesco Facchinetti | Max Giusti       | Tommaso Zorzi     | Elettra Lamborghini | Gianmarco Tamberi | Valentina Romani | Luciana Littizzetto, Max Pezzali, Fiorello                                  |
| 2       | 17 gennaio 2023  | 1 459 000      | 8,49%   | [ 15 ]  | Alexia              | Katia Follesa        | Maurizio Lastrico     | Elena Santarelli | Paolo Ciavarro    | Pierpaolo Pretelli  | Giulia Stabile    | Ema Stokholma    | Raf, AKA 7even, Carlo Conti                                                 |
| 3       | 24 gennaio 2023  | 1 143 000      | 6,92%   | [ 16 ]  | Mietta              | Francesco Paolantoni | Geppi Cucciari        | Giorgio Mastrota | Francesca Manzini | Lodovica Comello    | Pierpaolo Spollon | Riki             | Nek, Corona, Rocco Hunt, Drusilla Foer                                      |
| 4       | 31 gennaio 2023  | 1 072 000      | 6,51%   | [ 17 ]  | Alessandro Tersigni | Paola Barale         | Adriana Volpe         | Riccardo Rossi   | Emanuel Caserio   | Paola Di Benedetto  | Alessandro Egger  | Soleil Sorge     | Arisa, Boomdabash, Eiffel 65, Nino Frassica, Flavio Insinna, Alberto Matano |
| 5       | 14 febbraio 2023 | 1 119 000      | 7,29%   | [ 18 ]  | Filippo Bisciglia   | Valeria Marini       | Lucia Ocone           | Andrea Pucci     | Andrea Dianetti   | Brenda Lodigiani    | Ilenia Pastorelli | Raimondo Todaro  | Enrico Brignano, Marco Masini, Piotta, Tancredi                             |
| Media   | Media            | 1 221 000      | 7,32%   |         |                     |                      |                       |                  |                   |                     |                   |                  |                                                                             |

### Seconda edizione (autunno 2023)
La seconda edizione di Boomerissima è andata in onda ogni martedì in prima serata dal 31 ottobre al 5 dicembre 2023 per cinque puntate sempre con la conduzione di Alessia Marcuzzi. Il 14 novembre 2023 il programma non è andato in onda per lasciare spazio agli ATP Finals 2023 di Torino.
Legenda
- Appartenente alla squadra vincitrice della puntata

| Puntata | Messa in onda    | Ascolti        | Ascolti | Ascolti | Concorrenti       | Concorrenti          | Concorrenti        | Concorrenti      | Concorrenti      | Concorrenti         | Concorrenti        | Concorrenti       | Concorrenti        | Concorrenti        | Ospiti                                                                     |
| Puntata | Messa in onda    | Telespettatori | Share   | Fonte   | Boomers           | Boomers              | Boomers            | Boomers          | Boomers          | Millennials         | Millennials        | Millennials       | Millennials        | Millennials        | Ospiti                                                                     |
| ------- | ---------------- | -------------- | ------- | ------- | ----------------- | -------------------- | ------------------ | ---------------- | ---------------- | ------------------- | ------------------ | ----------------- | ------------------ | ------------------ | -------------------------------------------------------------------------- |
| 1       | 31 ottobre 2023  | 873 000        | 5,97%   | [ 22 ]  | Caterina Balivo   | Cesare Bocci         | Asia Argento       | Biagio Izzo      | Biagio Izzo      | Tommaso Zorzi       | Giulia Salemi      | Alvise Rigo       | Aurora Leone       | Aurora Leone       | Antonella Clerici, Paola & Chiara, Alfa, Snap!, Amadeus                    |
| 2       | 7 novembre 2023  | 802 000        | 4,65%   | [ 23 ]  | Cristina D'Avena  | Francesco Paolantoni | Paola Minaccioni   | Francesco Arca   | Francesco Arca   | Pierpaolo Spollon   | Giulia De Lellis   | Ludovico Tersigni | Cristina Chiabotto | Cristina Chiabotto | Cristiano Malgioglio, Shade, Nuzzo e Di Biase, Jennie Garth                |
| 3       | 21 novembre 2023 | 733 000        | 4,63%   | [ 24 ]  | Tosca D'Aquino    | Andrea Delogu        | Ivan Zazzaroni     | Roberto Farnesi  | Roberto Farnesi  | Federica Nargi      | Pierpaolo Pretelli | Cristina Marino   | Jody Cecchetto     | Jody Cecchetto     | Amanda Lear, Ornella Muti, Gemelli DiVersi, Alexandra Stan, Luca Argentero |
| 4       | 28 novembre 2023 | 850 000        | 5,32%   | [ 25 ]  | Michela Andreozzi | Fabrizio Biggio      | Enzo Iacchetti     | Stefania Orlando | Stefania Orlando | Costanza Caracciolo | LDA                | Luca Onestini     | Mariasole Pollio   | Mariasole Pollio   | Neja, Loredana Bertè, Gabriel Garko                                        |
| 5       | 5 dicembre 2023  | 811 000        | 4,94%   | [ 26 ]  | Francesca Barra   | Roberta Capua        | Francesca Fialdini | Valeria Marini   | Riccardo Rossi   | Romina Carrisi      | Emis Killa         | Ciro Immobile     | Jessica Melena     | Gabriele Vagnato   | Ivana Spagna, Emis Killa, Romina Power, Carlo Conti                        |
| Media   | Media            | 814 000        | 5,10%   |         |                   |                      |                    |                  |                  |                     |                    |                   |                    |                    |                                                                            |

## Audience
| Edizione | Rete televisiva | Anno | Stagione | Programmazione | Programmazione | Programmazione | Programmazione | Programmazione | Programmazione | Programmazione | Collocazione | Media auditel  | Media auditel | Première       | Première | Finale         | Finale |
| Edizione | Rete televisiva | Anno | Stagione | L              | M              | M              | G              | V              | S              | D              | Collocazione | Telespettatori | Share         | Telespettatori | Share    | Telespettatori | Share  |
| -------- | --------------- | ---- | -------- | -------------- | -------------- | -------------- | -------------- | -------------- | -------------- | -------------- | ------------ | -------------- | ------------- | -------------- | -------- | -------------- | ------ |
| 1ª       | Rai 2           | 2023 | inverno  |                |                |                |                |                |                |                | Prima serata | 1 221 000      | 7,32%         | 1 310 000      | 7,37%    | 1 119 000      | 7,29%  |
| 2ª       | Rai 2           | 2023 | autunno  | 814 000        | 5,10%          | 873 000        | 5,97%          | 811 000        | 4,94%          |                | Prima serata |                |               |                |          |                |        |

## Accoglienza
L'esordio del programma è stato elogiato e criticato allo stesso tempo dai commentatori e dalla stampa nazionale come una versione aggiornata in stile amarcord e rétro dei vecchi palinsesti televisivi, a metà strada tra Furore, Karaoke, Sarabanda e il più recente House Party, secondo Aldo Grasso nell'insieme dagli "esiti imbarazzanti".
Il giornalista Mario Manca, per Vanity Fair, scrive che il programma porta sul piccolo schermo "una leggerezza esplosiva" in cui il confronto tra le due fazioni non passa dalla tecnologia, dal modo con cui i Boomer e i Millennial risolvono i problemi; l'unico terreno di gioco rimane quello musicale, scelta applicata probabilmente "per favorire un'immedesimazione più istantanea da parte del pubblico". Paragonandolo a altri programmi, tra cui Furore e House Party, il giornalista descrive la conduttrice come "il collante dei segmenti e l'esempio tangibile di quanto, a cinquant'anni, sia sacrosanto mettersi alla prova". Anche Emanuela Minucci, in un articolo per La Stampa, riporta che il programma "frulla parecchie idee insieme" e che  apprezza la leggerezza di Boomerissima, dal momento che non verrebbe "investita dal baratro dei registri sociologici tra le due generazioni a confronto".
Scrivendo per Elle, Francesca D'Angelo apprezza che la conduttrice abbia abbandonato il trash dei reality show dimostrandosi "più fedele alla Marcuzzi reale", approvando il clima del programma goliardico in cui "per una volta, in TV, si è giocato insieme e non uno contro l'altro". D'Angelo sottolinea tuttavia che "di giovani, non c'è traccia in studio, così come di boomer", trovando incoerenza generazionale. Di un pensiero simile è Giuseppe Candela de Il Fatto Quotidiano, il quale afferma che "la divisione nelle due categorie risulti traballante sebbene si possa identificare in una licenza televisiva per semplificare la sfida".
L'autore dell'"Enciclopedia della televisione" Aldo Grasso del Corriere della Sera non apprezza la conduzione della Marcuzzi, rimanendo dell'opinione che "il suo modo di condurre non si è evoluto, con esiti imbarazzanti", sottolineando inoltre che il programma sia "un coacervo di cose già viste" e che abbia "bisogno di una scrittura e di una struttura che non siano lasciate al caso". Anche Andrea Fagioli dell'Avvenire non resta particolarmente entusiasta della trasmissione, riportando che "è lecito chiedersi in cosa consista la grande e attesissima sfida" promossa dal programma poiché "per il pubblico a casa c'è tanto di già visto", apprezzando tuttavia la scelta di rivolgersi "a un pubblico un po' più giovane" rispetto ad altri programmi che affrontano il confronto generazionale come I migliori anni.

## Esportazione del format
Il format, creato interamente in Italia, è stato esportato in Polonia dove viene trasmesso dal mese di settembre 2024 con il titolo Cudowne lata sull'emittente televisiva di stato TVP2.